# 83464 Irishmccalla
83464 Irishmccalla è un asteroide della fascia principale. Scoperto nel 2001, presenta un'orbita caratterizzata da un semiasse maggiore pari a 2,9408152 UA e da un'eccentricità di 0,1642765, inclinata di 10,83951° rispetto all'eclittica.
L'asteroide è dedicato all'attrice statunitense Nellie Elizabeth McCalla, detta Irish.